# Shinichiro Tani
Shinichiro Tani (Prefectura d'Aichi, Japó, 13 de novembre de 1968) és un exfutbolista japonès.

## Selecció japonesa
Shinichiro Tani va disputar 1 partits amb la selecció japonesa.